# Rattenfleisch

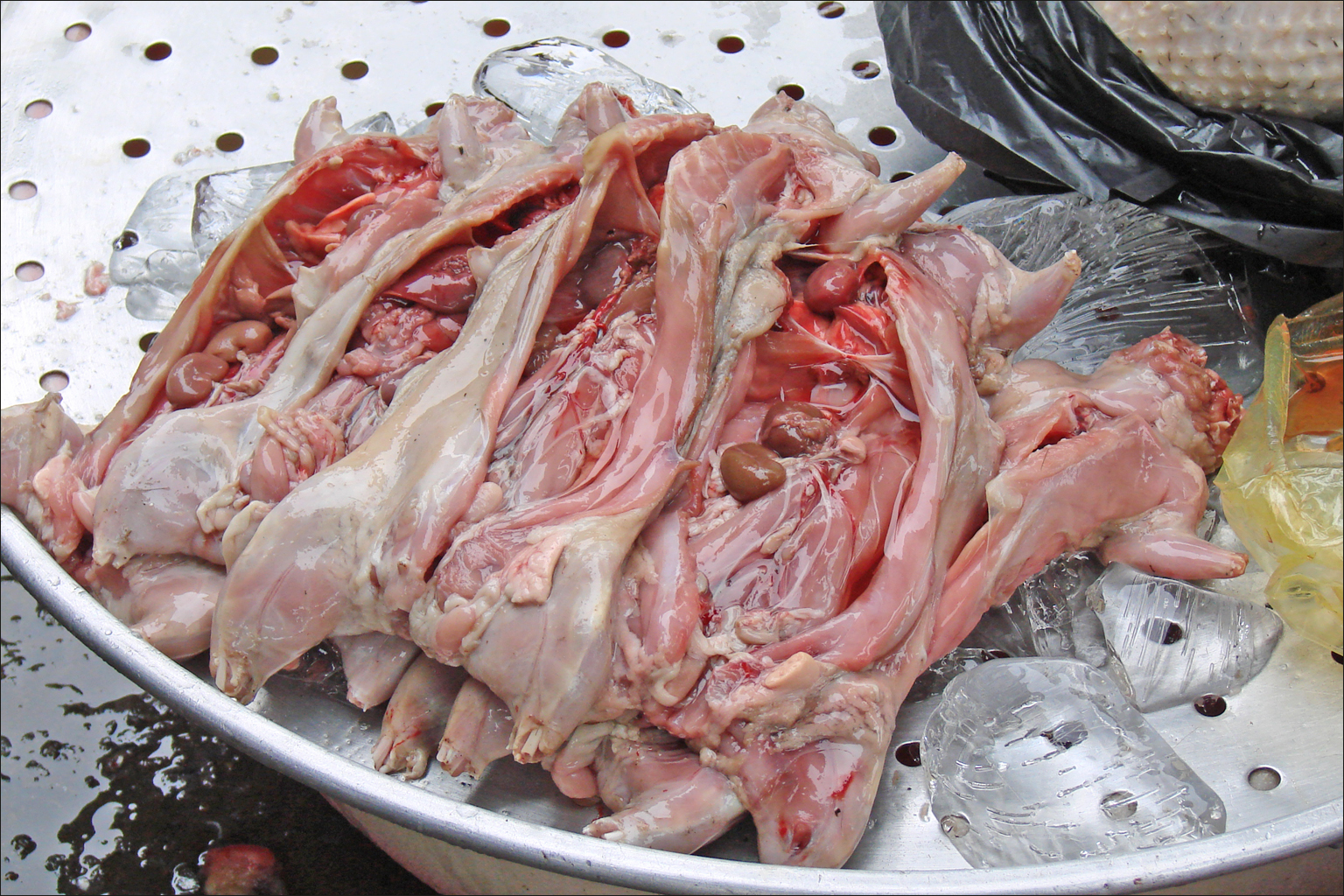
Rattenfleisch (Reisfeldratte) in Vietnam

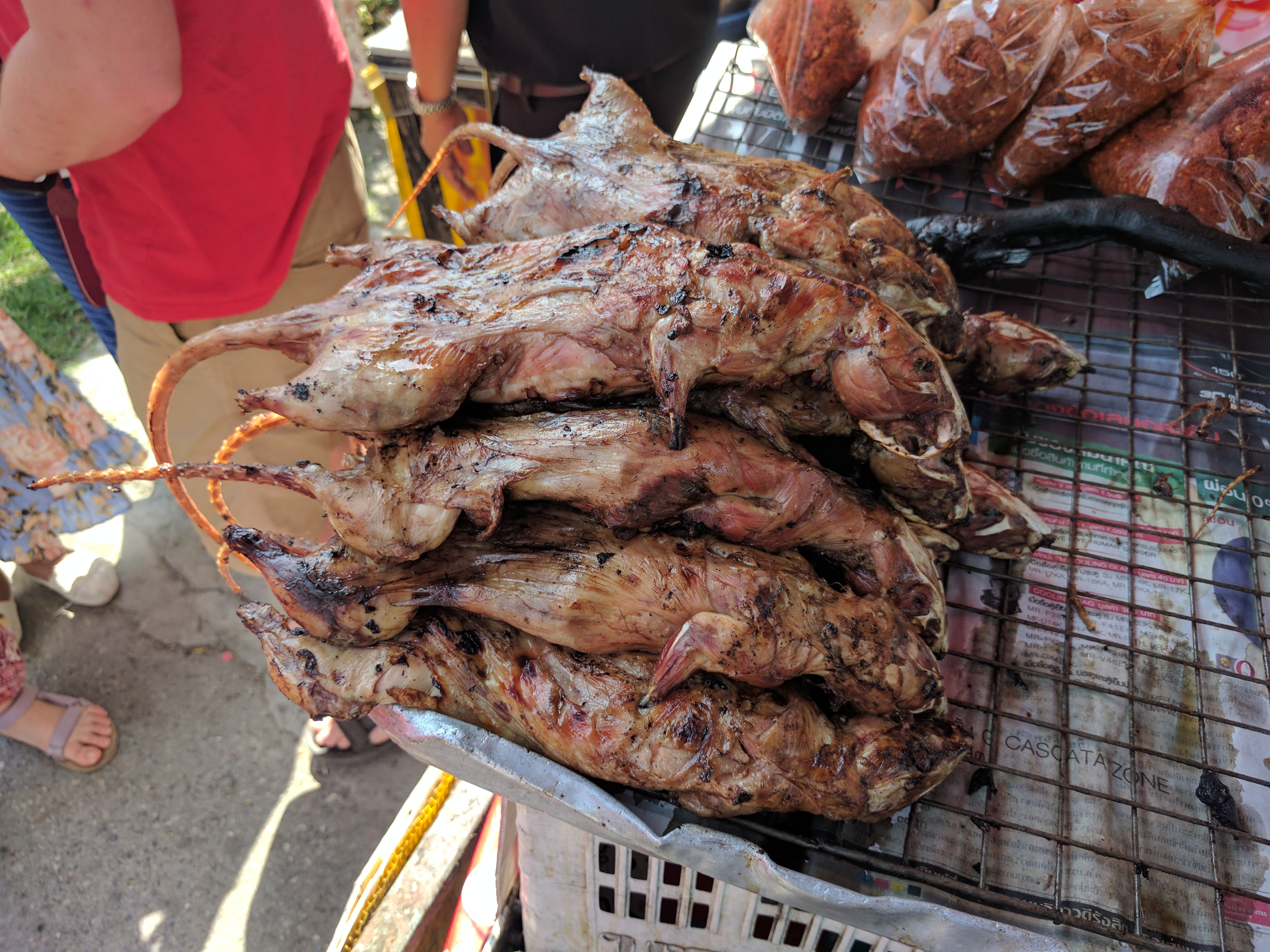
Gegrillte Ratten in Thailand

Rattenfleisch ist das Fleisch verschiedener ratten- und mäuseartiger Nagetiere. Das Fleisch einiger dieser Arten wird für den menschlichen Verzehr herangezogen.
Viele Nager tragen den Beinamen Ratte in ihrer Bezeichnung, wie beispielsweise Baumratten, Hamsterratten, Wasserratten, Wanderratte usw. – aber nicht alle gehören zu der Gattung der Ratten, wie beispielsweise die Bisamratte oder Biberratte (siehe Nutriafleisch).
Ratten sind in Kambodscha, Laos, Myanmar, Teilen der Philippinen und Indonesien, Thailand, Ghana, China und Vietnam ein Grundnahrungsmittel. In Westafrika, wo ein Eiweißdefizit bei der Bevölkerung vorliegt, spielen Nagetiere eine zunehmend wichtige Rolle in der Ernährung, es werden u. a. verschiedene Arten von Ratten und Mäusen verzehrt.
Rattenfleisch wird in westlichen Kulturkreisen selten verzehrt, sie gelten hier eher als Schädlinge und der Verzehr als Nahrungstabu. Ratten, Hunde und Katzen wurden früher in Notzeiten gegessen, beispielsweise während Kriegszeiten, es soll aber auch kulinarische Aufzeichnungen von Rattengerichten geben, die in Paris oder Bordeaux konsumiert wurden.

## Bedeutung, Konsum und Risiken
In den meisten Teilen Europas und in den USA ist der Konsum von Rattenfleisch tabu, was auf das kulturelle Gedächtnis bezüglich des Schwarzen Todes zurückgeführt wird. Im 14. und 15. Jahrhundert wurden die Ratten in Europa eng mit der Pest assoziiert (dazu siehe Geschichte der Pest), seither wird der Verzehr von Rattenfleisch in diesen Regionen als unhygienisch und gefährlich betrachtet. Für die menschliche Ernährung in der gemäßigten Klimazone kamen meist die schwarze Hausratte und die graue Wanderratte in Frage.
Eine Ausnahme bildet in diesem Kontext die Belagerung von Paris, während des Deutsch-Französischen Krieges in den Jahren 1870–71. Die Bevölkerung hungerte und verzehrte nicht nur die Zootiere (s. hierzu Castor und Pollux), sondern auch Ratten und Katzen, deren Fleisch auf den Märkten der Stadt damals Teil des Angebotes war.
Allgemein werden mittlerweile Überlegungen angestellt, die Welt mit Nagetierfleisch auf eine nachhaltige Art zu ernähren, wie es in vielen Teilen der Welt bereits eine lange Tradition ist. Die gesundheitlichen Risiken des Schlachtens und Verzehrs von wildlebenden Ratten werden derzeit noch erforscht. Eine Studie im vietnamesischen Mekong-Delta, wo 2001/2002 bis zu 3.600 Tonnen Rattenfleisch pro Jahr erzeugt wurden, ergab, dass keiner der Arbeiter über die Gesundheitsrisiken Bescheid wusste oder Schutzkleidung benutzte. In und um die Verarbeitungsareale des Rattenfleischs fanden sich die krankheitsverursachenden Bakterien Clostridium perfringens (Verursacher des Gasbrands) und Enterococcus faecalis (Verursacher von Durchfallerkrankungen).
Das kanadische Forschungsprojekt Vancouver Rat Project untersuchte (2011) rund 1.400 Ratten auf Krankheitserreger (z. B. für Leptospirose). Das Team der University of British Columbia ging zwar nicht von einem Verzehr der Nager aus, untersuchte jedoch Blut und Urin kurzzeitig gefangener Tiere, um zu bewerten, ob sie ein Gesundheitsrisiko für Menschen darstellten. Interessanterweise verbreiteten sich Krankheitserreger stärker in durch Rattenbekämpfung vom Menschen dezimierten Populationen und breiteten sich in deutlich geringerem Maß als bisher angenommen zwischen benachbarten Familiengruppen aus.
In Westafrika sind Nagetiere unter den vielversprechendsten Handelsgütern, ihr Fleisch ist begehrt und trägt zu 20 bis 90 % des gesamten tierischen Eiweißes bei, das von den meisten ländlichen Westafrikanern konsumiert wird. In Süd-Nigeria ernähren sich bis zu 71 % der Bewohner, insbesondere jene mit einem niedrigen sozioökonomischen Status, von den Riesenratten. Buschfleisch – wie die Riesenratte – ist ein Hauptnahrungsmittel mit einem Anteil von etwa 20–90 %. Gegessen werden die Gambia-Riesenhamsterratte, die Große Rohrratte, die Hausmaus sowie andere Arten von Ratten (Grasratte, Nacktsohlen-Rennmäuse) und Mäusen (Vielzitzenmäuse).
Im ländlichen Thailand, insbesondere in der Provinz Pathum Thani, werden die nur 90 g leichten Reisfeldratten besonders dann genossen, wenn die Preise für Schweine- und Hühnerfleisch saisonal hoch sind. Auf dem amerikanischen Kontinent gibt es fast 200 Arten, die als Reisratten bekannt sind, einige davon werden nicht als Nahrung geschätzt.
Rattenfleisch wird auf den Philippinen in Dosen abgefüllt, als STAR-Fleisch (rats rückwärts geschrieben) in Supermärkten verkauft. Kambodscha exportiert während der „Ratten-Saison“ täglich bis zu 2 Tonnen wildlebender Ratten nach Vietnam. In Südvietnam ist Rattenfleisch fester Bestandteil eines traditionellen Hochzeitsmahls oder in Restaurants.
Beim Adi-Stamm im Nordosten Indiens werden Ratten nicht nur wegen ihres Fleisches, sondern auch als Kulturgut geschätzt. Jedes Jahr am 7. März feiern sie Unying-Aran, ein beliebtes Ratten-Jagdfest, außerdem sind Ratten als Geschenke ein Brauchtum bei Hochzeiten.
In Papua-Neuguinea werden Buschratten verzehrt, insbesondere die Riesenbaumratte Mallomys rothschildi.
Aus nordkoreanischen Arbeitslagern wurden Fälle von Rattenverzehr überliefert. Er stellt für die häufig unterernährten Gefangenen nicht selten die einzig valide Quelle von tierischem Protein dar.

## Beschreibung
Rattenfleisch ist fettarm, sofern es von freilebenden Tieren stammt. Da die Nager sich von den Reisfeldern, Früchten und Gemüsen ernähren, ist ihr Fleisch reich an Omega-3-Fettsäuren. Der Geschmack wird unterschiedlich beschrieben. Das Fleisch der mit Reis gefütterten Ratten soll wie Hasenfleisch schmecken. Rohrratten haben ein süßliches, weißes Fleisch, der Geschmack liegt zwischen Schweine-, Rebhuhn- oder Hasenfleisch. Im 19. Jahrhundert hatten die gut gefütterten Ratten aus den Weinkellern der Gironde ein köstliches Fleisch mit einem moschusartigen Geschmack, der nicht unangenehm war, hieß es.

## Zubereitung und Konservierung

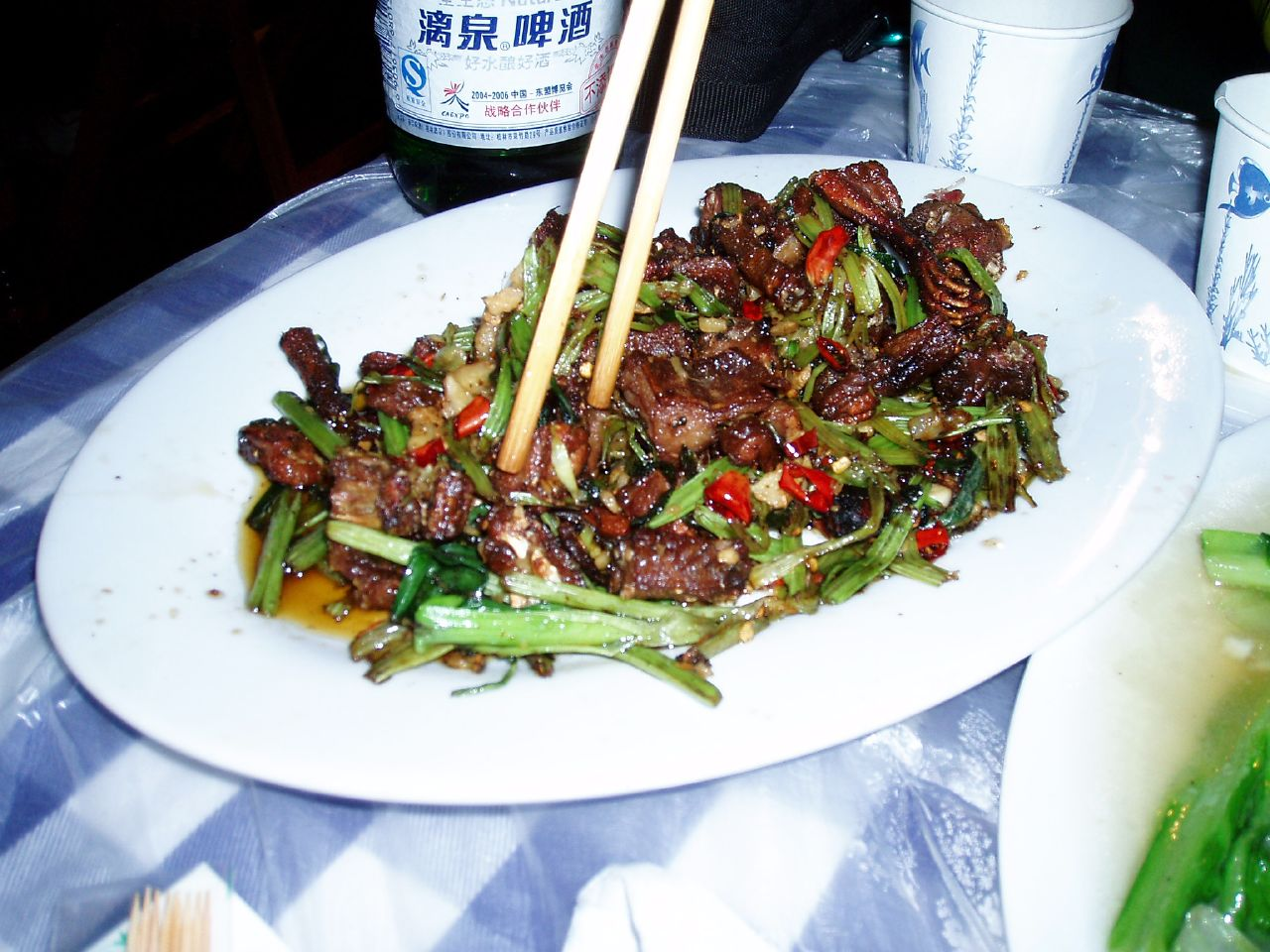
Gebratenes Nagetierfleisch in Guangxi, China

Die geschlachteten Tiere werden meist geköpft und enthäutet. Oft wird das Fell der geschlachteten Tiere über offenem Feuer abgesengt, dann werden die Eingeweide entnommen und die Haut abgezogen, um dann die Schlachtkörper entweder zerteilt oder ganz weiterzuverarbeiten. Nach anderen Zubereitungsarten werden die Schlachttiere erst in kochendes Wasser gehalten, damit die Haare entfernt werden können, dann werden sie entweidet, die Haut außen mit Öl und Gewürzen eingerieben und gegrillt.
In Mosambik werden die kleinen Reisratten mitsamt ihrem Fell, Gekröse und Füßen aufgegessen, übrig bleiben die Zähne und der Schwanz. Dafür werden die Ratten ganz gekocht, um später auf Spießen am Feuer getrocknet zu werden. So aufgespießt und gedörrt sind sie mehrere Tage haltbar.
In Thailand werden Ratten im Ganzen gegrillt (mit Schalotten und Chilis) oder kleine Ratten werden halbgar gebraten, zerkleinert und zusammen mit den Herzen und Lebern in einer Chilipaste zu Reis serviert.
In China spricht man Suppen aus Rattenfleisch besondere gesundheitliche Effekte zu (soll bei Kahlheit, Nierenerkrankungen und Hautproblemen helfen).
In Westafrika werden Rohrratten als Eintopf zubereitet. Die afrikanische Riesenhamsterratte ist eines der beliebtesten Nagetiere, die in Nigeria verzehrt werden (neben Eichhörnchen und Stachelschweinen). Das durchschnittliche Gewicht beträgt 1,2 kg bei den weiblichen und 1,3 kg bei den männlichen Tieren.
In Neuseeland werden bei den Māori die Kiore-Ratten in ihrem eigenen Fett konserviert. Ein Bericht von Elsdon Best über die Māori erklärte, wie sie die einheimischen Ratten mit Beeren und Bucheckern mästeten. Wenn die Ratten eingemacht werden sollten, wurden sie in eine große hölzerne Schüssel oder einen Trog (Kumete) gegeben, wo sie eine Zeit blieben; wenn die Ratten recht fett waren, begann das Fett bald sich von ihnen abzuscheiden, und wenn sich eine gewisse Menge angesammelt hatte, wurden glühend heiße Steine hineingelegt und gelegentlich erneuert. Dies führte dazu, dass sich mehr Fett im Gefäß ansammelte, während Fett und Ratten zusammen gekocht wurden, oder zumindest so, wie es dem Geschmack der Maori entsprach. Die Ratten wurden dann in Kürbis- oder Holzgefäße gepackt und das geschmolzene Fett wurde als Konservierungsmittel über sie gegossen.
Laut Larousse Gastronomique (1961) von Prosper Montagné waren Ratten in Frankreich einst hoch geschätzt. Entrecôte de tonnelier ist ein Haute-Cuisine-Rezept für Ratte, die mit Öl und vielen gehackten Schalotten zubereitet wird. Entrecôte à la Tonnelier aus Rattenfleisch soll der Vorgänger des Entrecôte à la Bordelaise sein, es wurde mit Ratten zubereitet, die in den Weinkellern der Gironde gefüttert wurden und nach dem Ausnehmen und Enthäuten auf einem Feuer aus Trümmern von Fässern oder Weinreben gegrillt wurden. Mit der Zugabe von Wein sollte wohl der moschusartige Geschmack der Ratten überdeckt werden. Andere Berichte von 1870 erwähnten eine Zubereitung der Ratten als Terrine mit einer Füllung aus Hackfleisch und Fett vom Esel, oder wie Pigeons à la crapaudine (französisch: „Tauben nach Krötenart“).

## Geschichte
Ratten wurden in China während der Tang-Dynastie (618–907 n. Chr.) gegessen und als „Hauswild“ bezeichnet.
Ablagerungen auf der Osterinsel weisen mehr Rattenknochen als Fischreste auf, ein Beweis, dass die Ernährung der Inselbewohner durch die von ihnen selbst verursachten Umweltschäden beeinträchtigt wurde, auch durch die Ratten, die auf den ersten Kanus als blinde Passagiere eingeschleppt worden waren und allerlei Arten von Landvögeln beseitigt hatten.
Angenagte und mit Messerkerben versehene Rattenknochen findet man in den Kökkenmöddinger, was ein Hinweis ist, dass Rattenfleisch von den vorgeschichtlichen Menschen gegessen wurde.
Bekannt ist, dass um 1859 die Küfer von Bordeaux gegrillte Ratten zubereitet haben und die Pariser während der Hungersnot Ratten gegessen hatten, als die Stadt im Deutsch-Französischen Krieg von 1870 von preußischen Truppen belagert wurde. Auch auf langen Segelschiffreisen sollen manchmal die stets das Schiff bevölkernden Ratten verzehrt worden sein, aber nur in der äußersten Not.

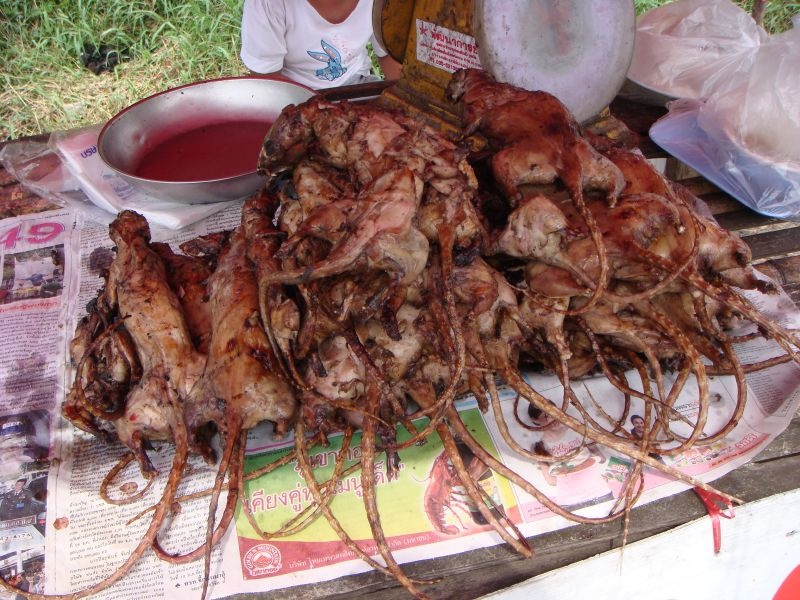
Rattenfleisch in Thailand
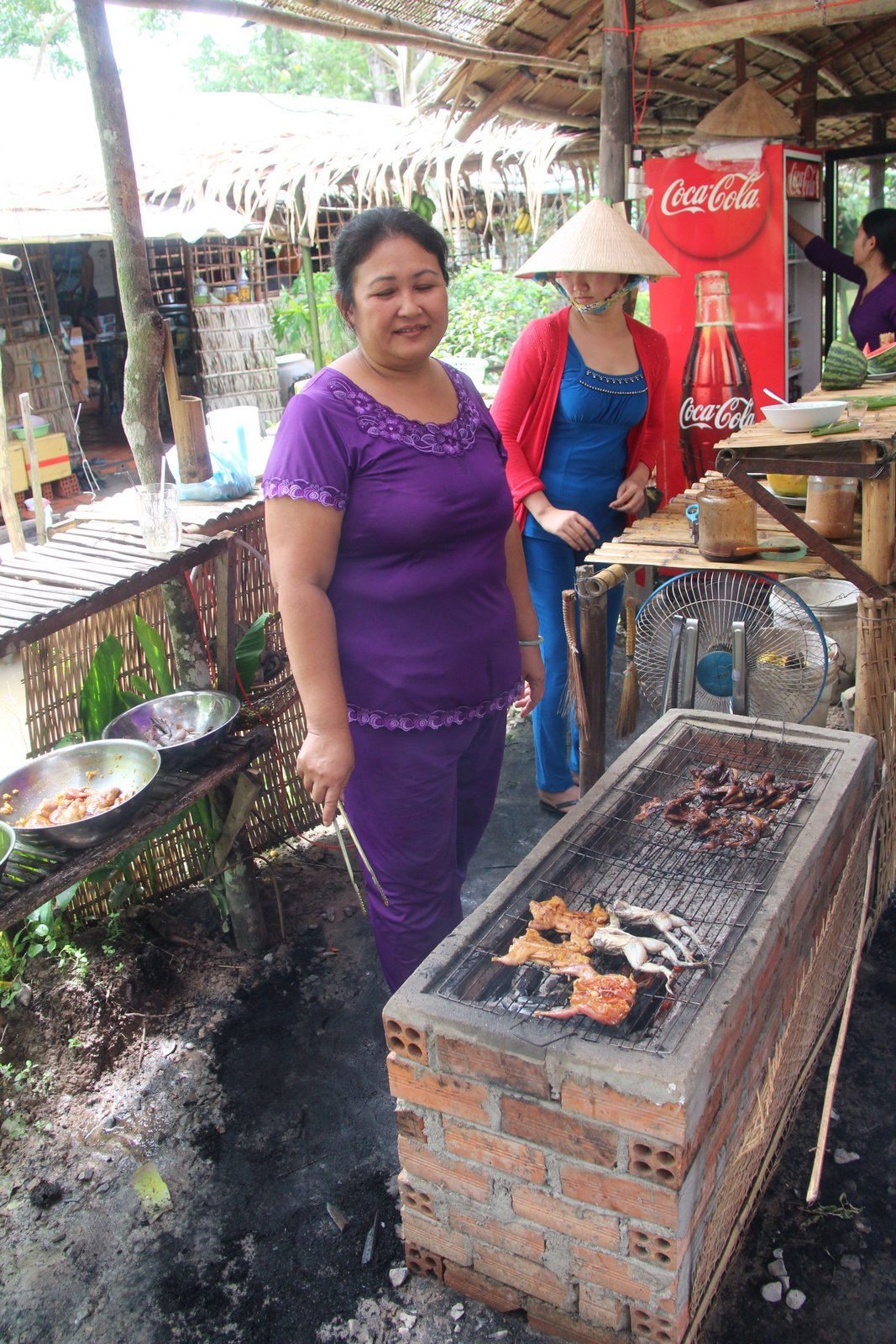
Gegrillte Ratten und Frösche in Vietnam
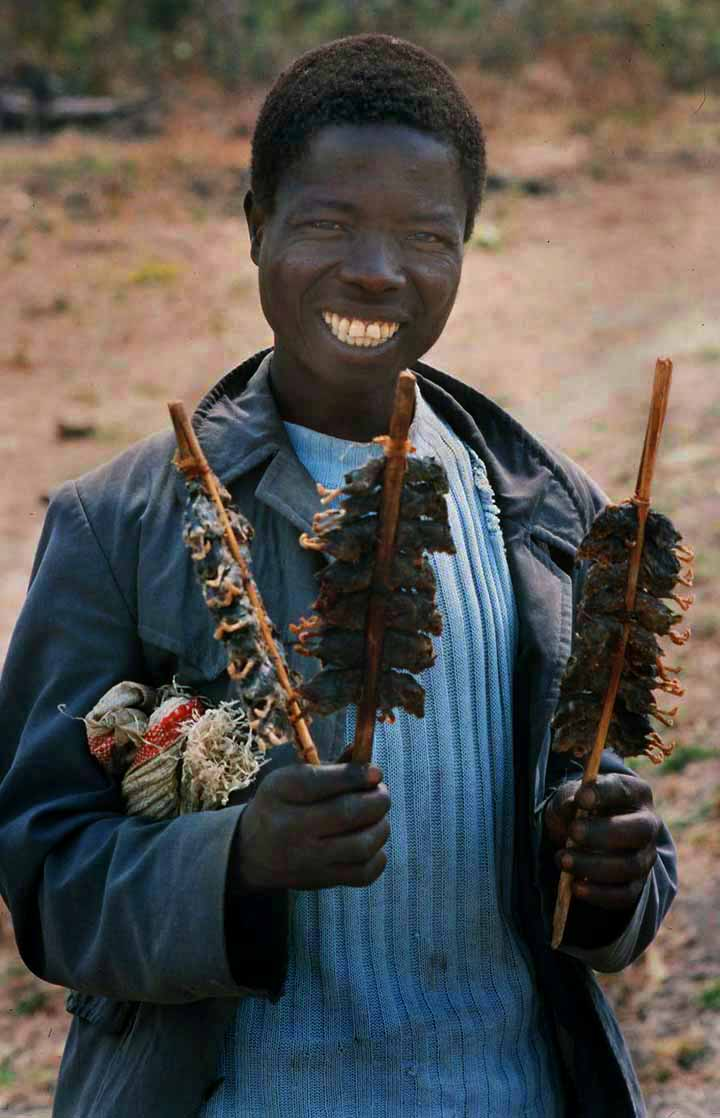
Mäuse auf Spießen geröstet in Malawi
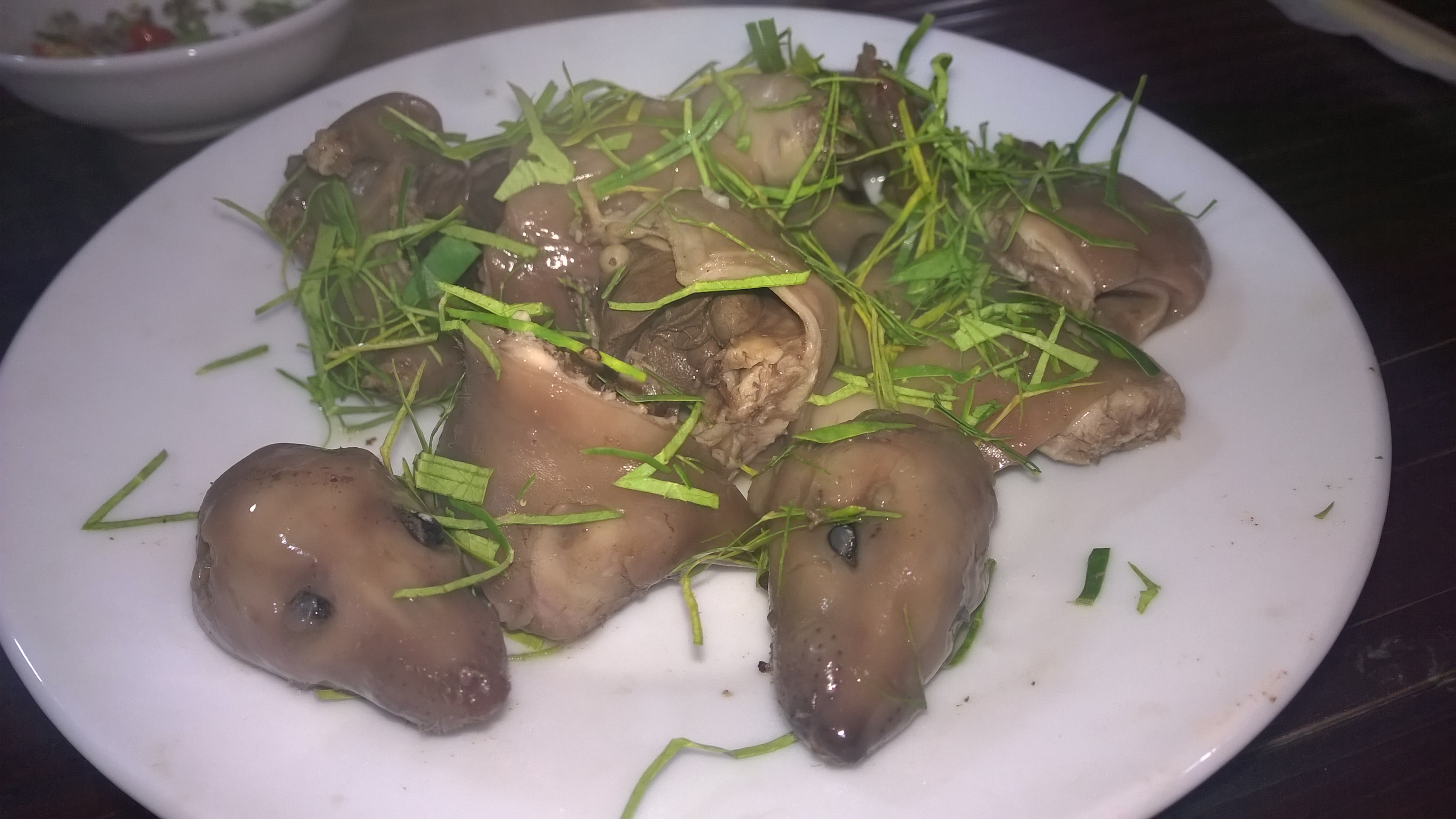
Gekochte Feldmäuse in Van Giang, Vietnam
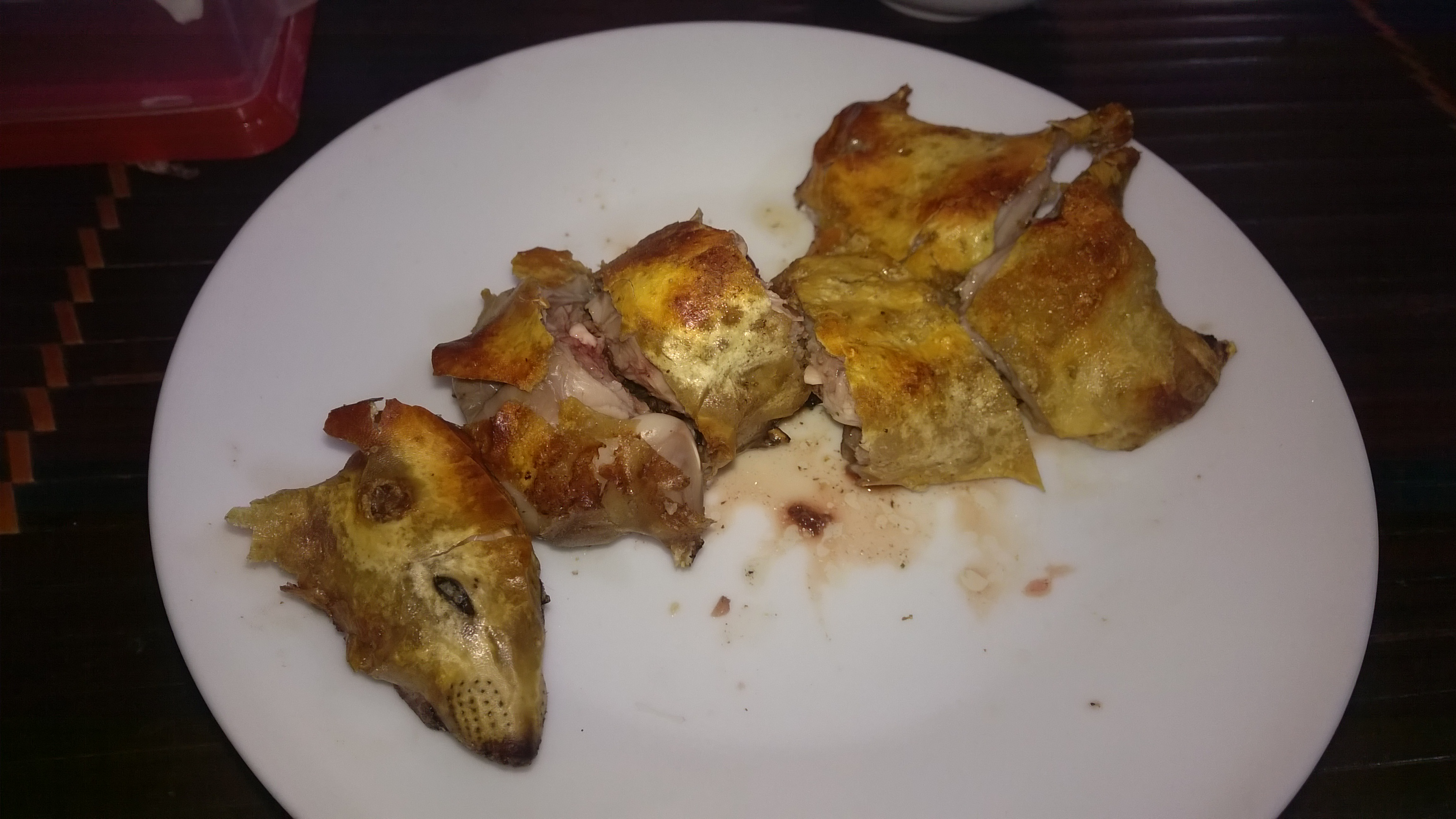
Gebratene Feldmaus in Van Giang, Vietnam